# Tunis (guvernement)

Guvernementets läge i Tunisien.

Tunis (arabiska تونس, Tūnis) är ett guvernement i norra Tunisien, med kust mot Tunisbukten i Medelhavet i öster. Det har 990 100 invånare (2007) på en yta av 346 km², vilket gör det till landets till ytan minsta men befolkningsmässigt största guvernement. Den administrativa huvudorten är landets huvudstad, Tunis. 

## Administrativ indelning

### Distrikt
Guvernementet är indelat i 21 distrikt:
- Bab El Bhar, Bab Souika, Carthage, Cité El Khadhra, Djebel Djelloud, El Hrairia, El Kabaria, El Menzah, El Omrane, El Omrane Supérieur, El Ouardia, Ettahrir, Ezzouhour, La Goulette, La Marsa, La Medina, Le Bardo, Le Kram, Sidi El Béchir, Sidi Hassine, Sijoumi

Distrikten är i sin tur indelade i mindre enheter som kallas sektorer. 

### Kommuner
Guvernementet har sju kommuner:
- El Kram, Karthago, La Goulette, La Marsa, Le Bardo, Sidi Bou Said, Tunis

### Historik
- 31 juli 1956: Guvernementet Tunis med förorter bildas[4].
- 24 maj 1973: Guvernementet delas upp i guvernementen Tunis Nord och Tunis Sud[4].
- 1981: Tunis Nord och Tunis Sud ombildas till guvernementen Tunis och Zaghouan[4].
- Perioden mars 1983 till 3 december 1983: Guvernementet Tunis delas upp i de tre guvernementen Tunis, Ariana och Ben Arous[5]